# Hyundai Capital Skywalkers Volleyball Club
Lo Hyundai Capital Skywalkers Volleyball Club (in coreano 현대캐피탈 스카이워커스 배구단) è un club pallavolistico sudcoreano maschile, con sede a Cheonan: milita nel campionato sudcoreano di V-League e appartiene all'azienda Hyundai Capital.

## Rosa 2023-2024
| N° | Nome            | Ruolo | Data di nascita   | Nazionalità sportiva |
| -- | --------------- | ----- | ----------------- | -------------------- |
| 1  | Cha Yeong-seok  | C     | 17 aprile 1994    | Corea del Sud        |
| 2  | Lee Hyeon-seung | P     | 2 gennaio 2001    | Corea del Sud        |
| 3  | Kim Myeong-gwan | P     | 8 luglio 1997     | Corea del Sud        |
| 4  | Ham Hyeong-jin  | S     | 25 giugno 1995    | Corea del Sud        |
| 5  | Yeo Oh-hyun     | L     | 2 settembre 1978  | Corea del Sud        |
| 6  | Kim Seon-ho     | S     | 18 gennaio 1999   | Corea del Sud        |
| 7  | Heo Su-bong     | S     | 7 aprile 1998     | Corea del Sud        |
| 10 | Kim Jin-yeong   | C     | 21 agosto 2002    | Corea del Sud        |
| 11 | Choi Min-ho     | C     | 19 aprile 1988    | Corea del Sud        |
| 12 | Jeon Kwang-in   | S     | 18 settembre 1991 | Corea del Sud        |
| 13 | Park Kyeong-min | L     | 6 maggio 1999     | Corea del Sud        |
| 14 | Lee Seung-jun   | S     | 30 novembre 2000  | Corea del Sud        |
| 15 | Moon Sung-min   | O     | 14 settembre 1986 | Corea del Sud        |
| 16 | Lee Jun-seung   | L     | 28 febbraio 2002  | Corea del Sud        |
| 17 | Park Sang-ha    | C     | 4 aprile 1986     | Corea del Sud        |
| 18 | Hong Dong-seon  | S     | 16 maggio 2001    | Corea del Sud        |
| 19 | Lim Seong-ha    | L     | 15 settembre 2000 | Corea del Sud        |
| 20 | Lee Jun-hyeob   | P     | 27 aprile 2001    | Corea del Sud        |
| 22 | Tsai Pei-chang  | C     | 2 gennaio 2001    | Taipei cinese        |
| 24 | Ahmed Ikhbayri  | O     | 1º novembre 1996  | Libia                |
| 31 | Jeong Tae-jun   | C     | 14 marzo 2000     | Corea del Sud        |
| 56 | Lee Si-woo      | S     | 7 aprile 1994     | Corea del Sud        |

## Palmarès
- Campionato sudcoreano: 4

2005-06, 2006-07, 2016-17, 2018-19
- Coppa KOVO: 5

2006, 2008, 2010, 2013, 2024
- V.League Top Match: 2

2007, 2016

## Denominazioni precedenti
- 1983-1998: Hyundai Motor Service Volleyball Club (현대자동차서비스 배구단)
- 1999-2004: Hyundai Volleyball Club (현대자동차 배구단 )